# 葛西森夫
葛西 森夫（かさい もりお、1922年〈大正11年〉9月29日 - 2008年12月8日）は、青森県市浦村（現・五所川原市）生まれの小児外科医。旧制第二高等学校・東北帝国大学（現・東北大学）出身。胆道閉鎖症に対する手術・肝門部腸吻合術を開発したことで知られ、この術式は葛西の名前を取って葛西手術（英: Kasai's procedure）とも呼ばれる。

## 幼少期から医師になるまで
葛西は1922年に青森県市浦村（現・五所川原市）で生まれ、函館で育った。1935年に旧制函館中学校（現北海道函館中部高等学校）に進学し、1940年に卒業した。葛西の父は近代教養を重んじる敬虔なクリスチャンであり、この影響を受けた彼は、グリム童話やアンデルセンに親しんで育ったのだという。
葛西は1941年から1943年にかけて旧制第二高等学校に在学した。旧制二高時代の学友には同級生の色川大吉、先輩の佐藤春郎（のち東北大学抗酸菌病研究所所長）などがおり、どちらも同じ山岳部に所属していた。当初は明善寮に居住していたが、時代背景から寮が右傾化したとして、山岳部員で愛宕神社の社務所を借り、「清渓寮」と名付けて卒業まで暮らした。1943年9月まで旧制二高に在籍した後、繰り上げ卒業により、1943年10月に東北帝国大学（現・東北大学）へ進んだ。1947年に同大学医学部を卒業後、東北大学医学部附属医院（現・東北大学病院）で同年10月から1949年2月まで研修医生活を送った。

## 医師として
当初は小児外科が診療科として独立しておらず、葛西は一般外科医として医師生活を始めた。研修医生活を経た後当時の東北大学第二外科に入局したが、この医局には後に日本初となる小児外科診療のチームができ、葛西はここで分野の発展に寄与した。1953年には講師に昇任した。

胆道閉鎖症では、肝外胆管の閉塞などにより胆汁が肝臓にうっ滞し、放置すると閉塞性黄疸・肝硬変に至る

葛西は1955年に、胆道閉鎖症患者に対して、初の肝門部腸吻合術を行った。当時この病気には治療法がなく、致死的な病気と考えられていたが、この手術で患者の黄疸が消失したことから、葛西らは1959年の『手術』誌でこの方法を発表した。日本語論文だったことや懐疑から、欧米での導入は幾分遅れたが、葛西は1968年に Journal of Pediatric Surgery 誌へ英語論文を投稿したほか、海外から多くの視察を受け、1970年代にはアメリカでも行われるようになったという。葛西は自分の名前が冠されることを渋っていたというが、現在この手術は彼の名前をとって「葛西式手術」（英: Kasai's procedure）と呼ばれる。生後60〜90日以内に行う必要があり、手術後も完治するとは限らないが、葛西式手術の導入は患者の長期生存を可能にし、現在でも第一選択の手術である。自身でも長期予後の面から、現在行われるような肝移植の可能性についても考えていたという。また日本胆道閉鎖症研究会は、葛西が発起人となった胆道閉鎖症病型分類の会合に端を発し、患者の全国登録制度を整備したほか、葛西は1972年から International Sendai Symposium on Biliary Atresia と称した国際シンポジウムも主催した。
1959年には1年間の任期付きで、フィラデルフィア小児病院のフェローシップに参加し、当時外科部長だったチャールズ・エヴェレット・クープ医師の元で研鑽を積んだ。クープとはその後も交流があり、1970年代には、フィラデルフィア小児病院での胆道閉鎖症研修プログラム創設に力を貸したという。葛西は帰国後の1960年に第二外科の助教授へ昇任した。
葛西は、1963年（昭和38年）から1986年（昭和61年）まで第二外科の第3代教授職を務めた。1981年から1985年には、東北大学病院の院長職にも就いたほか、医学部長も務めた。第二外科からは、後に小児外科学・先進外科学・腫瘍外科学など多くの診療科・研究室が独立したが、その基礎は葛西が行った治療法の開発・診療科の発展にあったとされている。葛西の研究も多岐に渡っており、手術後の輸液管理・高カロリー輸液、小児の肝臓癌組織分類、ヒルシュスプルング病の後方三角弁法開発、食道癌手術の予後改善などを追求した。1970年には連名で、肝臓癌の一種である肝芽腫について、予後を含めた組織分類を世界で初めて発表した。

## 退官後・晩年
葛西は1986年に63歳で東北大学を定年退官し、同大学の名誉教授となったほか、NTT東日本東北病院の院長職に就いた。その他公職としては宮城県の教育委員長が挙げられ、1995年まで同職を務めたほか、宮城県腎臓協会の理事長も務めた。
1998年には、春の叙勲で勲二等瑞寶章を贈られた。翌1999年には脳梗塞を発症し、その後はリハビリ生活を送った。寝たきりとなって妻の介護を受けつつ福島県で暮らした後、2008年12月8日に、腎不全のため仙台市青葉区の東北大学病院で死去した。86歳没。

## 私生活
1966年には幼い娘を原因不明の病で亡くしたといい、近しい人々には、これが研究への原動力だったのではないかと語られている。葛西には幼くして亡くした娘のほかに、4人の子どもを遺して亡くなった。
日本酒をこよなく愛し、後輩医師らと飲み交わしながら研究の話などをするのが好きだったという。

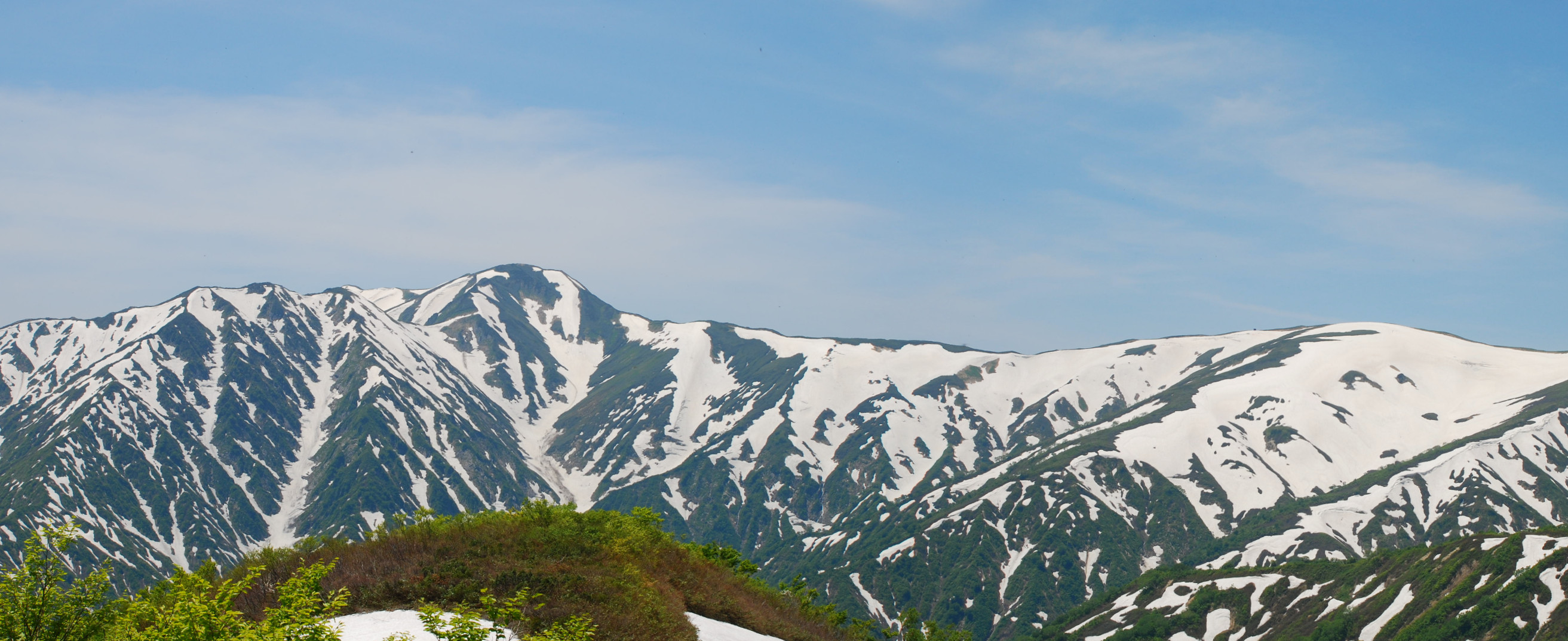
葛西が愛した飯豊山

葛西の趣味はスキーや登山であり、1948年の手紙には、「現在、すべての社会的、家庭的な事柄はそれだけですませるようにして、俺の生活は医学と山のみに限りたいと思っている」と綴るほどだった。葛西は飯豊山を愛し、麓の山形県小国町にある古いマタギ小屋を買い取っている。1968年には、カナダ・ルケニア峰登頂の偵察隊長を務めた。1986年には、東北大学日中友好チベット学術登山隊の隊長を務め、隊はニェンチェンタンラ山脈登頂に成功した。この時は、葛西が総隊長・登山隊長で、旧制二高時代の学友である色川大吉が学術隊長という体制だったほか、「自分の歳の百倍の高さまでは登りたい」と標高6,100mの前進キャンプまで登ったという。また、1995年には、東北大学医学部の山岳部関係者で作った「艮崚山の会」によるシッキム州・シニオルチュー登頂隊で、学術総隊長を務めた。